# Har Ksulot
Har Ksulot (hebrejsky: הר כסלות) je vrch o nadmořské výšce 443 metrů v severním Izraeli, v Dolní Galileji.
Leží cca 3,5 kilometru jihovýchodně od centra Nazaretu. Má podobu výrazného návrší, které je součástí vysočiny Harej Nacrat. Jeho svahy i vrcholové partie jsou z větší části zalesněné. Na jižní straně terén prudce klesá do rovinatého a zemědělsky využívaného Jizre'elského údolí, respektive do jeho části nazývané též Bik'at Ksulot s městem Iksal. Do údolí směřuje hlubokým údolím podél západního okraje kopce vádí Nachal Tavor, na východní straně je to vádí Nachal Barak Ben Avino'am. Severozápadně od vrchu začíná aglomerace Nazaretu (město Nazaret Ilit), na východní straně pokračuje terénní zlom vymezující jižní okraj vrchoviny Harej Nacrat zalesněným vrchem Har Dvora.